# 桃園市客家文化館
桃園市客家文化館位於桃園市龍潭區，為一處以客家文化為主題的博物館。

## 歷史
本館最初為龍潭鄉在1997年向桃園縣政府提報之專案。該案提報本館為鄉鎮級文化設施，館名定為「龍潭鄉客家文物館」。後經由桃園縣政府縣務會議決議，考量本館定位與營運範疇，將本館定位為「縣級」文化設施。後參照行政院文化建設委員會（現文化部）建議，更名為「桃園縣客家文化館園區」。
該館之設計與施工於桃園縣政府1998年第一次籌建會議中決議，以透過公開徵圖的方式取得本館設計圖。希望本館整體園區可結合客家文化精神與龍潭在地特色，最後由吳成榮設計師標得客家文化館之設計案。
桃園縣客家文化館的主體建築於2005年完工，2008年3月起陸續開放展場供民眾參觀，2008年8月配合桃園縣客家文化節正式全面營運。

## 簡介
該館之定位為「全球華人客家影音中心」，整個園區結合文化保存、展示、教育、休閒娛樂等多功能用途，以客家文學與客家音樂作為本館發展主軸。

### 館室配置
該館建築包括特展室、客家文學館、客家音樂館、鄧雨賢音樂展示館、鍾肇政文學展示館、影像資料館、視聽簡報室、演藝廳、志工室等空間；戶外空間則規劃為生態水池、九龍書房及庭園造景。

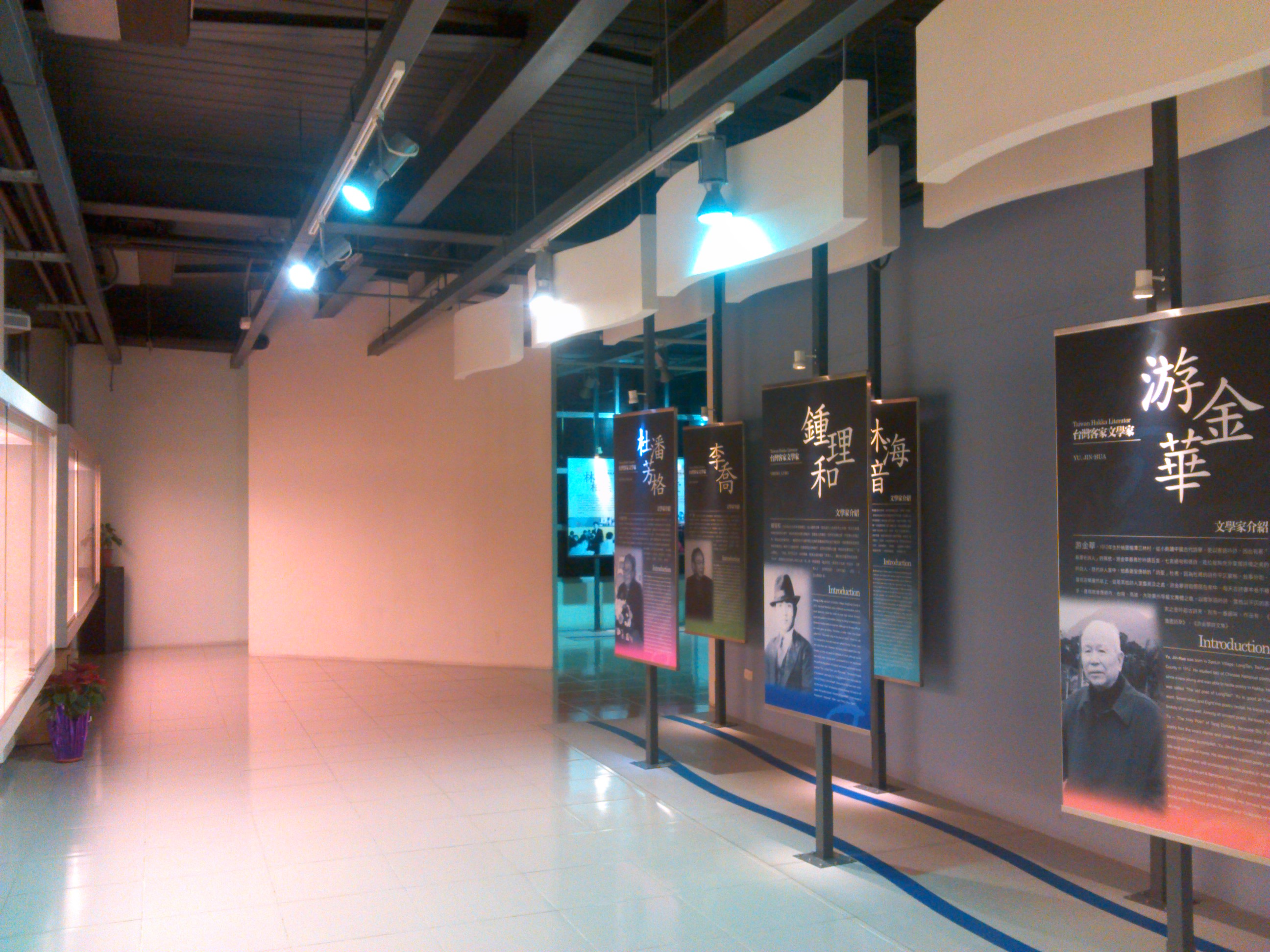
客家文學館
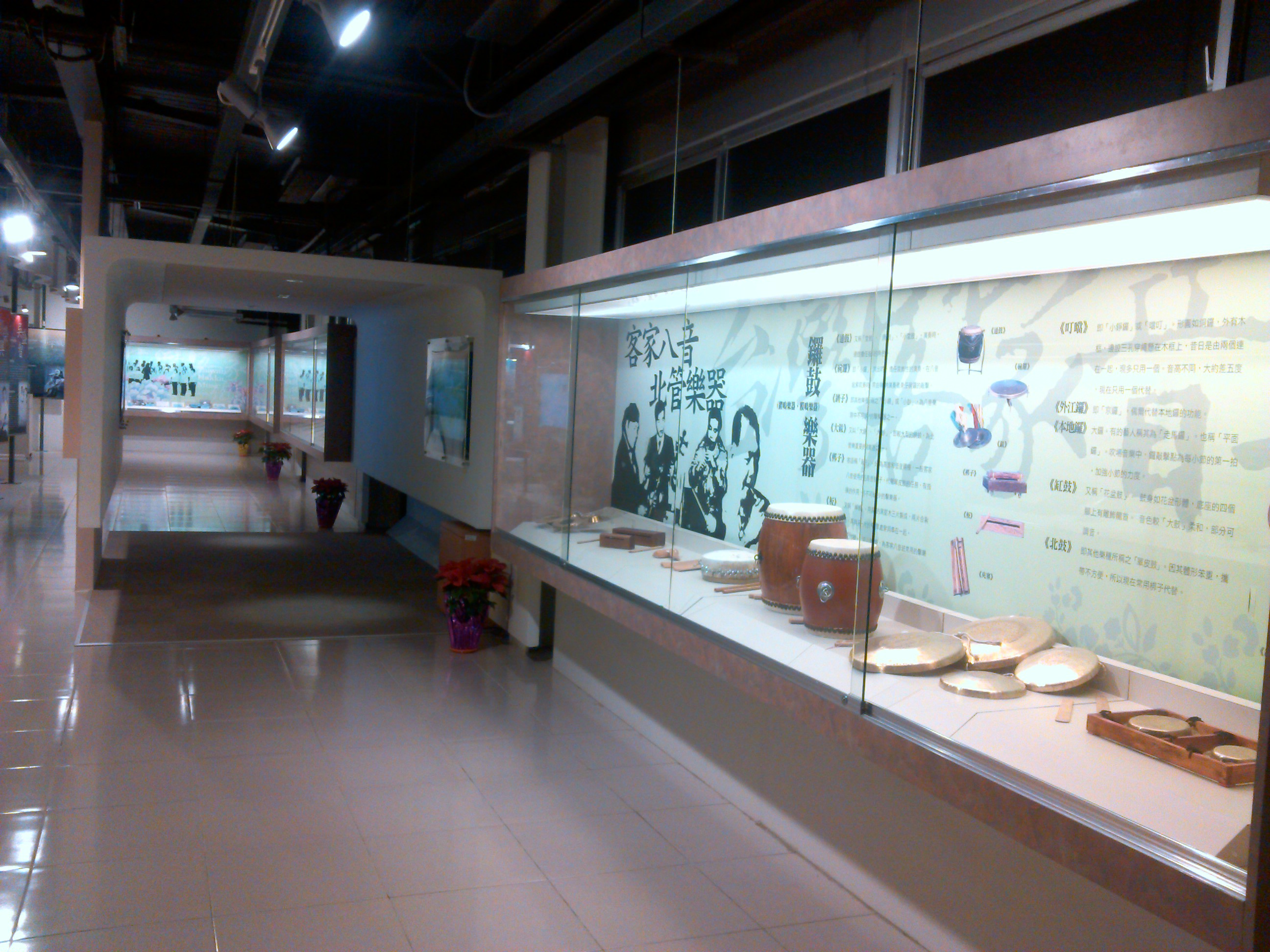
客家音樂館
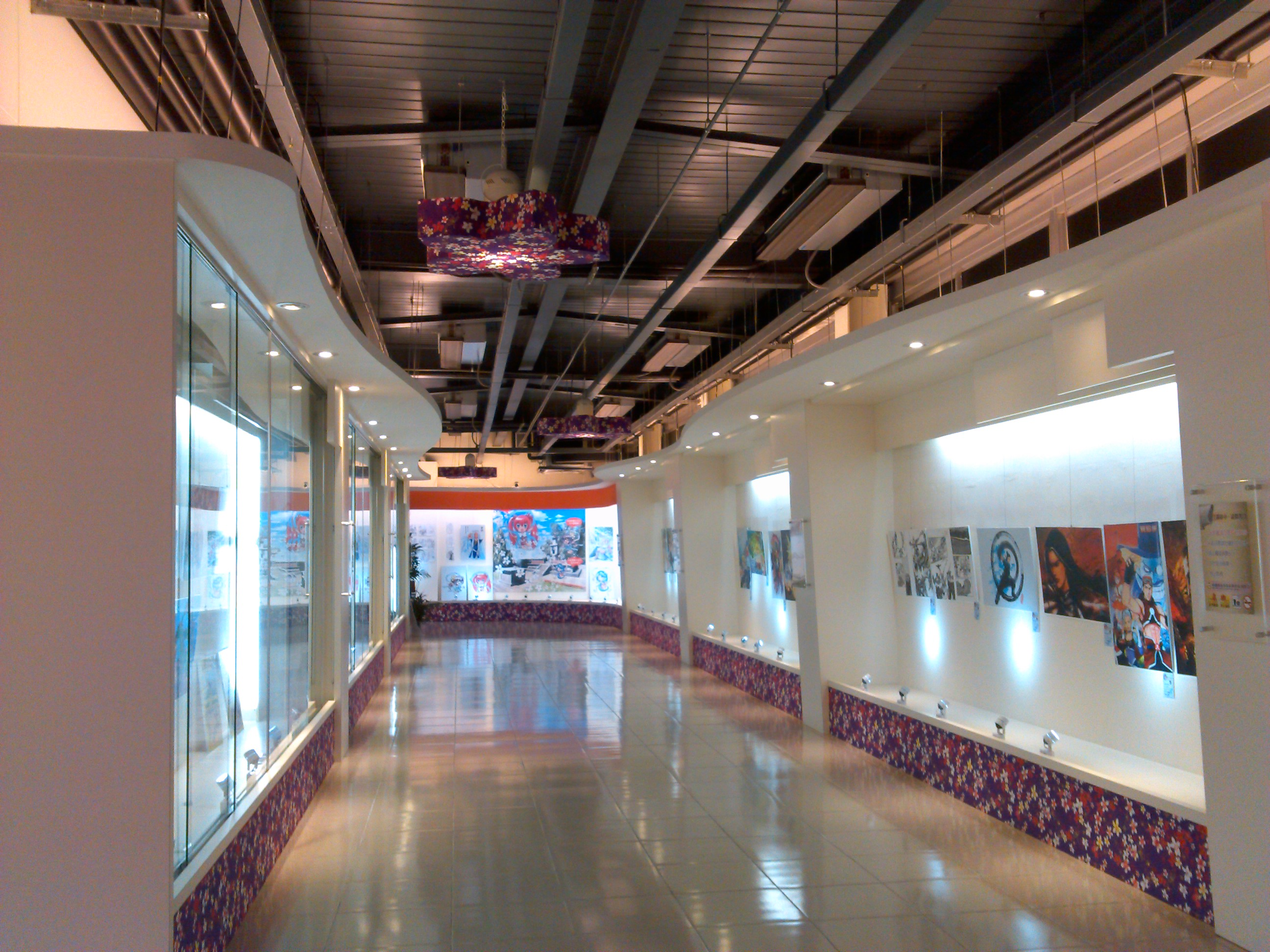
特展室
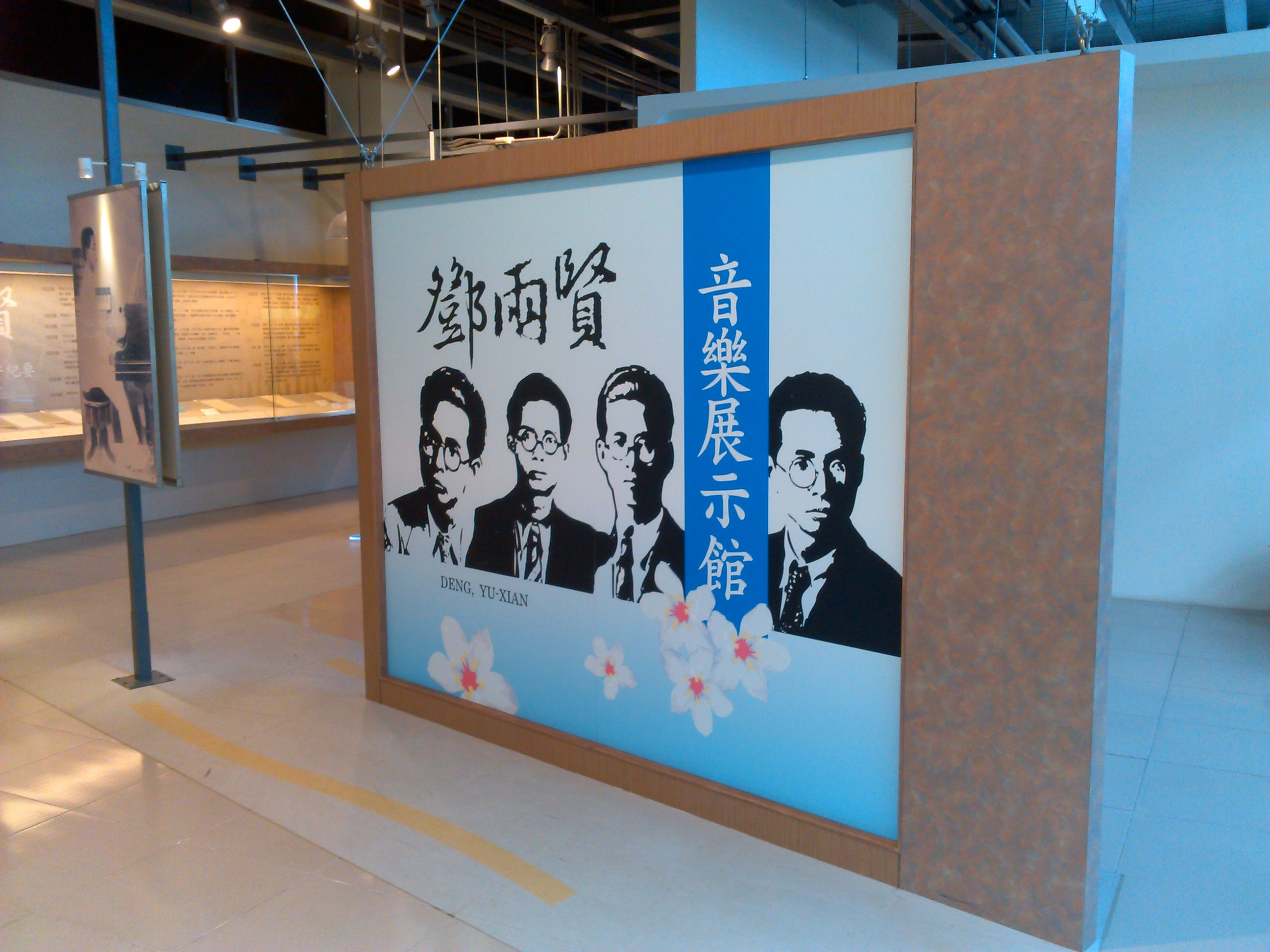
鄧雨賢音樂館
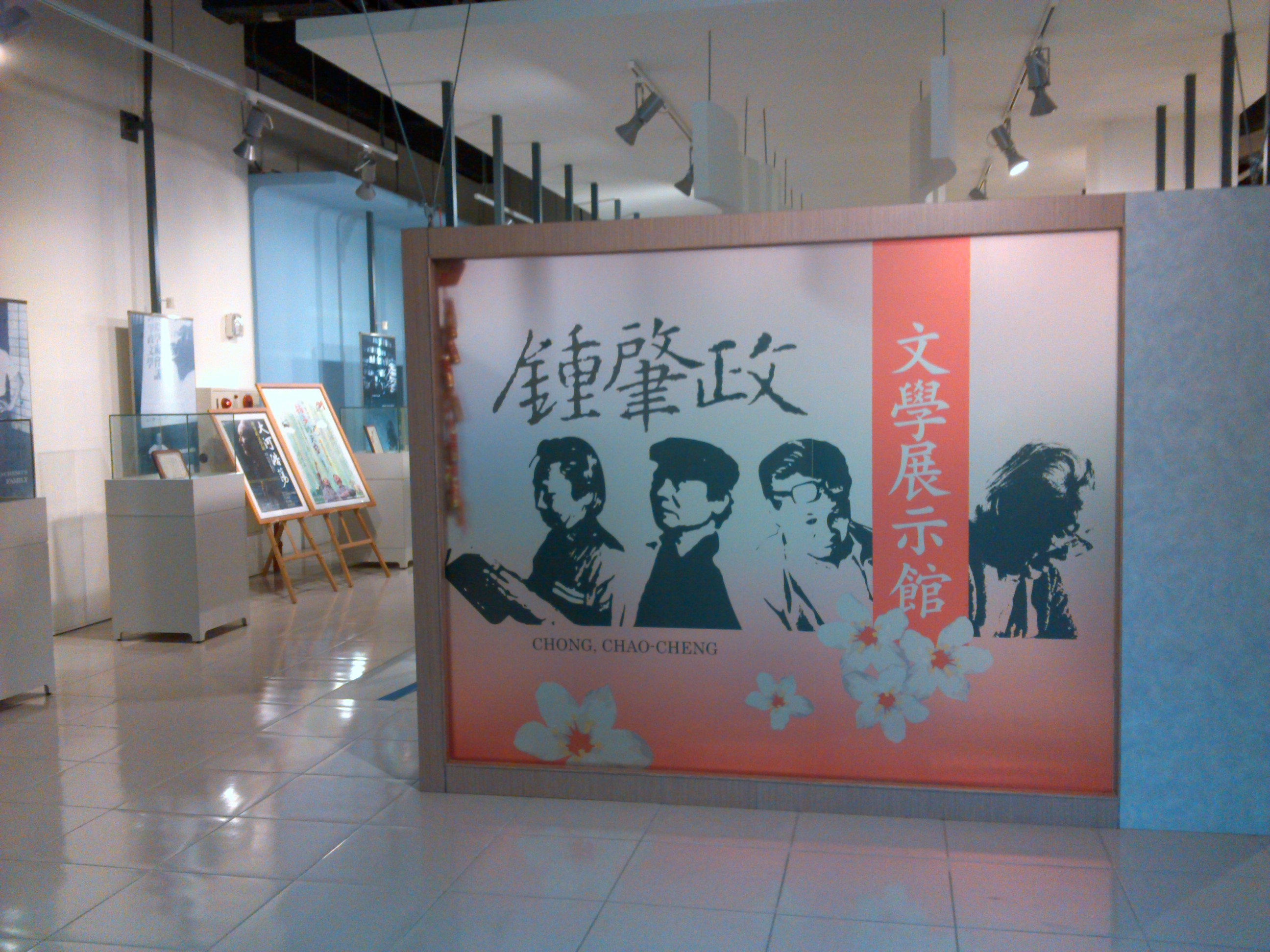
鍾肇政文學館

## 外部連結
- 桃園市客家文化館簡介 （页面存档备份，存于）
- 桃園市政府客家事務局 （页面存档备份，存于）
- 桃園客家文化館 - 桃園觀光導覽網 （页面存档备份，存于）
- 桃園市政府客家事務局的Facebook專頁